# Mount Wellington, Victoria
Mount Wellington är ett berg i Australien. Det ligger i regionen Wellington och delstaten Victoria, omkring 170 kilometer öster om delstatshuvudstaden Melbourne. Toppen på Mount Wellington är 1 634 meter över havet, eller 97 meter över den omgivande terrängen. Bredden vid basen är 5,0 km.
Runt Mount Wellington är det mycket glesbefolkat, med 2 invånare per kvadratkilometer.. Det finns inga samhällen i närheten. 
I omgivningarna runt Mount Wellington växer i huvudsak städsegrön lövskog. Genomsnittlig årsnederbörd är 1 410 millimeter. Den regnigaste månaden är juni, med i genomsnitt 193 mm nederbörd, och den torraste är januari, med 61 mm nederbörd.